# Первый дивизион чемпионата мира по хоккею с шайбой среди юниорских команд
Первый дивизион чемпионата мира по хоккею с шайбой среди юниорских команд — ежегодное соревнование, проводимое под эгидой под эгидой ИИХФ с 1999 года.

## История турнира
Турнир стал преемником группы В чемпионата Европы среди юниорских команд. В первом турнире участвовали сборные Белоруссии, Дании, Великобритании, Польши, Италии, Венгрии, Франции и победитель турнира группы С чемпионата Европы среди юниоров сборная Австрии. Позднее в чемпионате Первого дивизиона стали участвовать победители чемпионата Азии и Океании среди юниоров. Чемпионат региона Азии и Океании разыгрывался до 2002 года.
Первым победителем чемпионата Первого дивизиона стала сборная Белоруссии.

## Регламент турнира
В 2003 году дивизион был разбит на две группы: Группу А и Группу В, в каждой из которых играло 6 команд.
Победители групп переходили в главный турнир, а занявшие последние места переходили во второй дивизион.
В 2012 году порядок переходов был изменён. В Группе А победитель переходил в группу В главного турнира, а команда, занявшая последнее место в Группу В первого дивизиона.
В Группе В победитель переходил в группу А первого дивизиона, а команда, занявшая последнее место в Группу А второго дивизиона.

## Результаты Первого дивизиона

### 1999—2011
| Год  | Вышли в ТОП-дивизион | Вышли в ТОП-дивизион | Перешли во второй дивизион | Перешли во второй дивизион |
| ---- | -------------------- | -------------------- | -------------------------- | -------------------------- |
| 1999 | Беларусь             |                      | Венгрия                    | Великобритания             |
| 2000 | Норвегия             |                      | Польша                     | Франция                    |
| 2001 | Беларусь             |                      | КНДР                       |                            |
| 2002 | Казахстан            |                      |                            |                            |
| 2003 | Дания                | Норвегия             | Великобритания             | Украина                    |
| 2004 | Швейцария            | Германия             | Румыния                    | Республика Корея           |
| 2005 | Беларусь             | Норвегия             | Великобритания             | Италия                     |
| 2006 | Швейцария            | Латвия               | Венгрия                    | Республика Корея           |
| 2007 | Беларусь             | Дания                | Франция                    | Великобритания             |
| 2008 | Чехия                | Норвегия             | Словения                   | Нидерланды                 |
| 2009 | Беларусь             | Латвия               | Украина                    | Италия                     |
| 2010 | Норвегия             | Германия             | Австрия                    | Литва                      |
| 2011 | Латвия               | Дания                | Великобритания             | Республика Корея           |

### 2012- н.в
| Год  | Вышли в ТОП-дивизион                         | Вылетели из ТОП-дивизиона                    | Перешли в гр. А первого дивизиона            | Выбыли в гр. В первого дивизиона             | Перешли в гр. B первого дивизиона            | Вылетели в гр. А второго дивизиона           |
| ---- | -------------------------------------------- | -------------------------------------------- | -------------------------------------------- | -------------------------------------------- | -------------------------------------------- | -------------------------------------------- |
| 2012 | Словакия                                     | Дания                                        | Беларусь                                     | Япония                                       | Республика Корея                             | Венгрия                                      |
| 2013 | Дания                                        | Латвия                                       | Казахстан                                    | Словения                                     | Венгрия                                      | Республика Корея                             |
| 2014 | Латвия                                       | Дания                                        | Венгрия                                      | Италия                                       | Литва                                        | Польша                                       |
| 2015 | Дания                                        | Германия                                     | Австрия                                      | Венгрия                                      | Республика Корея                             | Литва                                        |
| 2016 | Беларусь                                     | Дания                                        | Венгрия                                      | Австрия                                      | Польша                                       | Республика Корея                             |
| 2017 | Франция                                      | Латвия                                       | Словения                                     | Венгрия                                      | Румыния                                      | Польша                                       |
| 2018 | Латвия                                       | Франция                                      | Украина                                      | Словения                                     | Великобритания                               | Румыния                                      |
| 2019 | Германия                                     | Словакия                                     | Япония                                       | Украина                                      | Польша                                       | Великобритания                               |
| 2020 | турнир не проводился из-за пандемии COVID-19 | турнир не проводился из-за пандемии COVID-19 | турнир не проводился из-за пандемии COVID-19 | турнир не проводился из-за пандемии COVID-19 | турнир не проводился из-за пандемии COVID-19 | турнир не проводился из-за пандемии COVID-19 |
| 2021 | турнир не проводился из-за пандемии COVID-19 | турнир не проводился из-за пандемии COVID-19 | турнир не проводился из-за пандемии COVID-19 | турнир не проводился из-за пандемии COVID-19 | турнир не проводился из-за пандемии COVID-19 | турнир не проводился из-за пандемии COVID-19 |
| 2022 | Словакия Норвегия                            |                                              | Украина Венгрия                              |                                              |                                              |                                              |
| 2023 | Казахстан                                    | Германия                                     | Австрия                                      | Франция                                      | Республика Корея                             | Польша                                       |
| 2024 | Германия                                     | Казахстан                                    | Словения                                     | Япония                                       | Литва                                        | Италия                                       |
| 2025 | Дания                                        | Швейцария                                    | Польша                                       | Австрия                                      | Польша                                       | Япония                                       |